# Torotix
Torotix је изумрли монотипски род водених птица који се састоји од врсте Torotix clemensi. Живела је близу обала места Вестерн Интериор Сивеј, али није познато да ли је била слатководна птица, с обзиром да је препозната само преко рамене кости.
Изгледа да је доста повезана са прецима неких модерних птица. У почетку је било предлагано да је у блиском сродству са данашњим фламингом, али су каснија упоредна истраживања показала да је слична редовима несита, бурњака и шљукарица.